# Sender Hönggerberg
Der Sender Hönggerberg war die erste exklusiv für das Radio erstellte Rundfunksendeeinrichtung in der Schweiz. Sie befand sich auf dem Hönggerberg bei Zürich und diente dem Mittelwellenrundfunk. Von hier aus sendete Radio Zürich mit der 500-Watt-Sendeanlage. Das Studio befand sich im Amtshaus 4 an der Lindenhofstrasse.
Ursprünglich verwendete die 1924 in Betrieb genommene Anlage eine T-Antenne, welche an Holzmasten befestigt war, doch schon im folgenden Jahr wurde diese durch eine T-Antenne, welche an zwei freistehenden, im Abstand von 120 Metern platzierten Stahlfachwerktürmen hing, ersetzt.
Die Anlage wurde nach der Errichtung des Senders Beromünster stillgelegt und 1931 abgerissen. Nur das Häuschen für die Sendetechnik blieb erhalten und wurde erst 2013 abgerissen, als die ETH an gleicher Stelle Neubauten errichtete.